# Балка Велика Липова
Балка Велика Липова — балка (річка) в Україні на територіях Харцизької й Макіївської міських рад Донецької області. Права притока річки Кринки (басейн Азовського моря).

## Опис
Довжина балки приблизно 5,85 км, найкоротша відстань між витоком і гирлом — 4,95  км, коефіцієнт звивистості річки — 1,18 . Формується декількома балками та загатами.

## Розташування
Бере початок на північно-західній околиці міста Харцизьк. Тече переважно на північний схід через село Липове і впадає у річку Кринку, праву притоку річки Міусу (Ханжонківське водосховище).

## Цікаві факти
- У XX столітті на балці існували молочно-тваринні ферми (МТФ), газгольдери, газові свердловини[3] та природне джерело з хорошою водою[4].
- Верхів'я балки тече через регіональний ландшафтний парк Зуївський[4].